# Ponte da Ribeira do Roxo
A Ponte da Ribeira do Roxo, igualmente conhecida como Ponte do Roxo, é uma infra-estrutura que transporta a Estrada Nacional 2 sobre a Ribeira do Roxo, no concelho de Aljustrel, em Portugal. Foi construída em 1932.

## Descrição e história
Está situada no lanço entre Aljustrel e Ervidel da Estrada Nacional 2, embora originalmente fizesse parte da estrada n.º 19-1.ª, ligando Cacilhas a Faro. É suportada por um só arco em betão armado, com 45 m de vão.
Foi desenhada pelo engenheiro João Alberto Barbosa Carmona, que também foi responsável por outras pontes no Sul do país, e construída pela empresa Belard. Foi inaugurada em Fevereiro de 1932, numa cerimónia que contou com a presença do Presidente da República, Óscar Carmona. Porém, só entrou ao serviço em 23 de Abril desse ano, para veículos com aros de borracha, e no dia 1 de Maio para veículos com aros de ferro. Foi construída de forma a ligar a vila de Aljustrel a Ervidel, melhorar as comunicações até Lisboa e Beja, e permitir a ligação rodoviária entre Lisboa e o Algarve. A sua instalação enquadrou-se numa fase de crescimento nas obras públicas após os problemas económicos causados pela Primeira Guerra Mundial, tendo neste período sido construídas ou substituídas várias pontes em território nacional. É suportada por um só arco em betão armado, com 45 m de vão.
O local onde se situa a ponte poderá originalmente ter sido um vau na ribeira do Roxo,  que seria parte de uma estrada que ligava várias povoações antigas na região, como o Outeiro do Circo, o Cerro da Mangancha e a Herdade do Pomar. Nas imediações da ponte situa-se um importante sítio arqueológico, o Castelo Velho do Roxo.
Em Janeiro de 2015, ocorreu uma concentração para protestar contra a situação da rede rodoviária no Alentejo, e exigir a conclusão de importantes eixos rodoviários como o IP8 e o IP2, tendo a Câmara Municipal de Aljustrel criticado em particular as condições em que se encontrava a ponte do Roxo, que há mais de uma década estava com circulação condicionada e sinalização de obras. Em Fevereiro de 2016, a autarquia voltou a chamar a atenção para os problemas de conservação das pontes no seu concelho, incluindo a do Roxo, tendo um dos motivos apontados para esta situação sido a intensa circulação de veículos pesados da Empresa de Desenvolvimento e Infra-estruturas do Alqueva. No mês seguinte iniciaram-se as obras de reabilitação, por parte da empresa Infraestruturas de Portugal. Segundo a operadora, esta intervenção custou cerca de 236 mil Euros, e teve como finalidade «o incremento das condições de segurança, de estabilidade estrutural e a beneficiação geral do aspecto visual da ponte». Acrescentou igualmente que a «concretização da obra de reabilitação da Ponte da Ribeira do Roxo representa uma forte melhoria das condições de mobilidade, conforto e de serviço prestado aos utilizadores, na circulação rodoviária no concelho de Aljustrel». Durante as obras foram feitos trabalhos de reforço e de reabilitação em toda a estrutura de betão, incluindo nos elementos dos rebocos, aparelhos de apoio, juntas de dilatação, guarda corpos, e guardas de segurança, tendo sido feita igualmente a impermeabilização e a instalação de um novo revestimento na faixa de rodagem e nos passeios. Nos finais de Julho, as obras estavam quase concluídas.